# Work Breakdown Structure

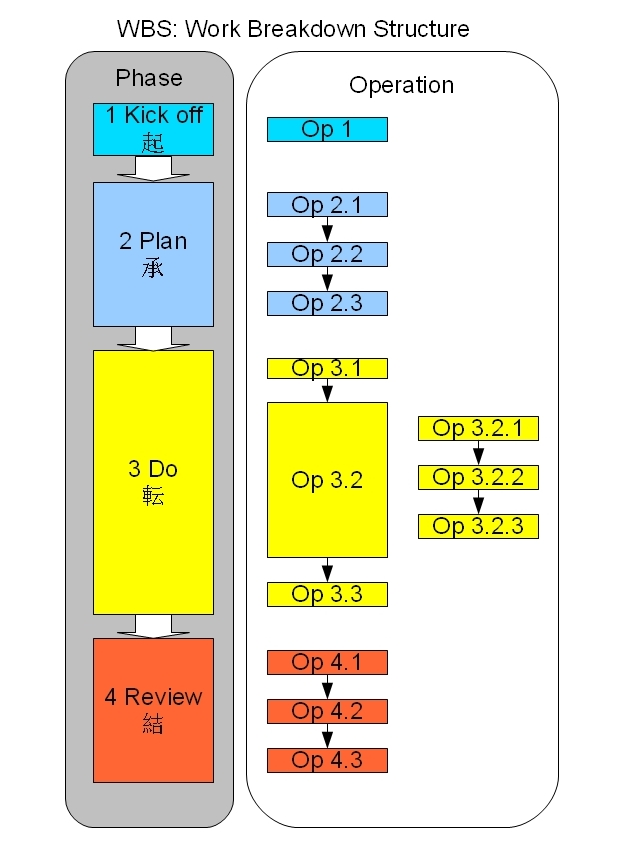
WBS: 作業の階層表示のサンプル

Work Breakdown Structure (WBS、作業分解構造)は、プロジェクトを理解し管理する上で、プロジェクトの各工程を各担当者の作業レベルまで展開し木構造にまとめたもの。どのレベルまで展開するかはプロジェクトの全メンバーが作業内容を「具体的に○○をする」と理解出来るレベルまでに分解するのが理想であるが、最低でも作業担当者とプロジェクト管理者の理解が得られるレベルまでは必要である。
WBSはガントチャートやPERT図に展開してプロジェクト管理に使われる。

## 解説
情報システム開発の場合、大きく分けて三つのステップがある。
ステップ1 大日程計画
システムの各エレメントをきちんと分析の上、「機能概要書」「データフロー」など書類をまとめる。さらに、「80時間」を単位として、プロジェクトを細分化しワークパッケージを洗い出す。週一回進捗会を行う場合、40時間を1単位としてワークパッケージを設定する場合もある。
ステップ2 中日程計画
ワークパッケージにより、コスト、開発要員、スケジュールを設定する。機能、納期に基づき、常に大日程計画にフィードバックする。
ステップ3 小日程計画
コスト、進捗、品質、要員の四つのエレメントを見ながら、小日程計画を推進する。常に進捗を大日程計画、中日程計画にフィードバックする必要がある。